# Kong Haakon om Bord paa Dannebrog
Kong Haakon om Bord paa Dannebrog er en dansk dokumentarisk optagelse fra 1906, der er instrueret af Peter Elfelt.

## Handling
Denne artikel mangler et handlingsreferat. Hjælp os med at skrive det.